# Eupithecia hysterica
Eupithecia hysterica es una especie de polilla de la familia Geometridae. La especie fue descrita por primera vez por András Mátyás Vojnits habiendo sido descrita en 1978, con distribución en los montes de Pamir en Tayikistán.

## Descripción
E. hysterica es una polilla pequeña con una envergadura de unos 21 a 26 milímetros (0,8 a 1 plg). Su ciclo de vida va de mediados de abril hasta agosto. A pesar de algunas diferencias muy específicas a nivel de la morfología genital, pertenece al grupo de especies E. innotata.